# Kształcenie słuchu
Kształcenie słuchu – rozwój podstawowych umiejętności muzycznych, takich jak rozpoznawanie dźwięku, czytanie nut, pobudzanie wyobraźni muzycznej oraz nauka najważniejszych zagadnień z teorii muzyki.
Pojęcie opiera się na metodach i naukach solfeżu. Sięga XVIII w., gdzie przez lata ewoluuje i współcześnie, jest jednym z najważniejszych przedmiotów nauczania praktycznego w szkolnictwie muzycznym polskim, jak i zagranicznym. Zajęcia uczą zestawień dźwięków: interwałów, akordów, rytmów. Liczba godzin oraz zakres materiału, zajęć kształcenia słuchu, uzależniona jest od cyklu programowego (4-letni lub 6-letni) oraz stopnia szkoły (Szkoła Muzyczna I stopnia lub Szkoła Muzyczna II stopnia).

## Cel kształcenia słuchu
Celem jest przyswojenie wiedzy potrzebnej do odczytywania zapisu nutowego, tworzenia kolejnych partii głosów w utworach chórowych i orkiestrowych, posługiwania się dźwiękami, określenie metrum oraz tonacji utworu, a także rozpoznawanie interwałów, poczucia wysokości, barwy oraz czystość intonacji i trafiania dźwięków. Opanowanie wiedzy teoretycznej pozwala w praktyce na pełny odbiór muzyki, poprzez komponowanie jej lub odtwarzanie.

## Program kształcenia słuchu

### Szkoły Muzyczne I stopnia[4]
1. Rozwijanie słuchu muzycznego
2. Umiejętność czytania nut głosem
3. Podstawowa teoria muzyki
4. Kształcenie ekspresji muzycznej
5. Świadome słuchanie muzyki

### Szkoły Muzyczne II stopnia[5]
1. Rozwijanie słuchu muzycznego
2. Świadomy odbiór muzyki
3. Umiejętność czytania nut
4. Operowanie notacją muzyczną
5. Doskonalenie umiejętności współpracy w grupie
6. Rozwój indywidualnych predyspozycji